# Francisco Salinas Torres
Francisco Salinas Torres ( Puerto de Sagunto, Valencia, España, 24 de abril de 1954-6 de octubre de 2004) fue un poeta y profesor de Lengua y Literatura Española valenciano.
Nació en el seno de una familia de inmigrantes almerienses. Su padre dejó su Aguamarga natal para trabajar en los AHM con sede en Sagunto. Estudió Historia pero dedicó su vida a la enseñanza de Literatura en un instituto de secundaria. Participó durante muchos años en la revista Abalorio. Revista de Creación. También escribió artículos para diversas revistas.

## Poesía y influencias
Su poesía estaba muy ligada a sus orígenes familiares. En ella reflejaba tanto las historias de su familia como leyendas griegas y mitos cristianos. A la leyenda de la fundación de Sagunto le dedicó un poemario, Libro de Zacintos. Según esta leyenda, Zacintos, fiel compañero de Hércules, habría muerto en Sagunto por una mordedura de serpiente y su cuerpo sería la montaña donde reposa la ciudad.
Pero sobre todo su poesía es emotiva, directa, llena de pasión y misticismo, pero a veces también pesimista y elegiaca. En ella también se puede encontrar influencia de sus poetas favoritos: Garcilaso de la Vega, Francisco Quevedo, Fray Luis de León, San Juan de la Cruz, Antonio Machado, Miguel de Unamuno, Luis Cernuda... Entre sus amigos poetas cabe destacar a Miguel Mas, Jenaro Talens, Jesús Fernández Cabellos, Pedro Luis Alonso y Antoni Gómez, el físico y escritor Juan José Gómez Cadenas, así como también los ya fallecidos César Simón y Jaume Bru i Vidal .
Aunque su obra está escrita íntegramente en castellano, fue un gran defensor de la utilización del valenciano. Así lo demuestra en el prólogo que escribió para la obra de su amigo Jaume Bru i Vidal, L'istant precís.

## Obras
- Locura de la niebla, trece poemas publicados como separata del número 4 de Abalorio. Revista de Creación,  1983.
- El orden de la esfera, premio Villa de Cox del año 1992, Editorial Pre-Textos.[6][7]
- De las tapias extensas, dentro de la colección Ardeas, de la Fundación Bancaja Sagunto,1996.
- Luz a lo lejos: Poesía Completa, aparte de los arriba citados incluye el Libro de Zacintos; y el poemario inédito, Luz a lo lejos dedicado a su padre y que da nombre a la obra. Publicado póstumamente en 2006. Editorial Biblioteca Nueva.[8]